# دان بلات
دانالد ویرجیل «دان» بلات (انگلیسی: Donald Virgil "Don" Bluth؛ زادهٔ ۱۳ سپتامبر ۱۹۳۷) کارگردان، فیلم‌نامه‌نویس و تهیه‌کننده اهل ایالات متحده آمریکا است.

## فیلمشناسی
- خویشاوند آمریکایی (۱۹۸۶)
- راک-ای-دودل (۱۹۹۱)
- تامبلینا (۱۹۹۴)
- یک ترول در سنترال پارک (۱۹۹۴)
- آناستازیا (۱۹۹۷)